# منطقة تجارة حرة

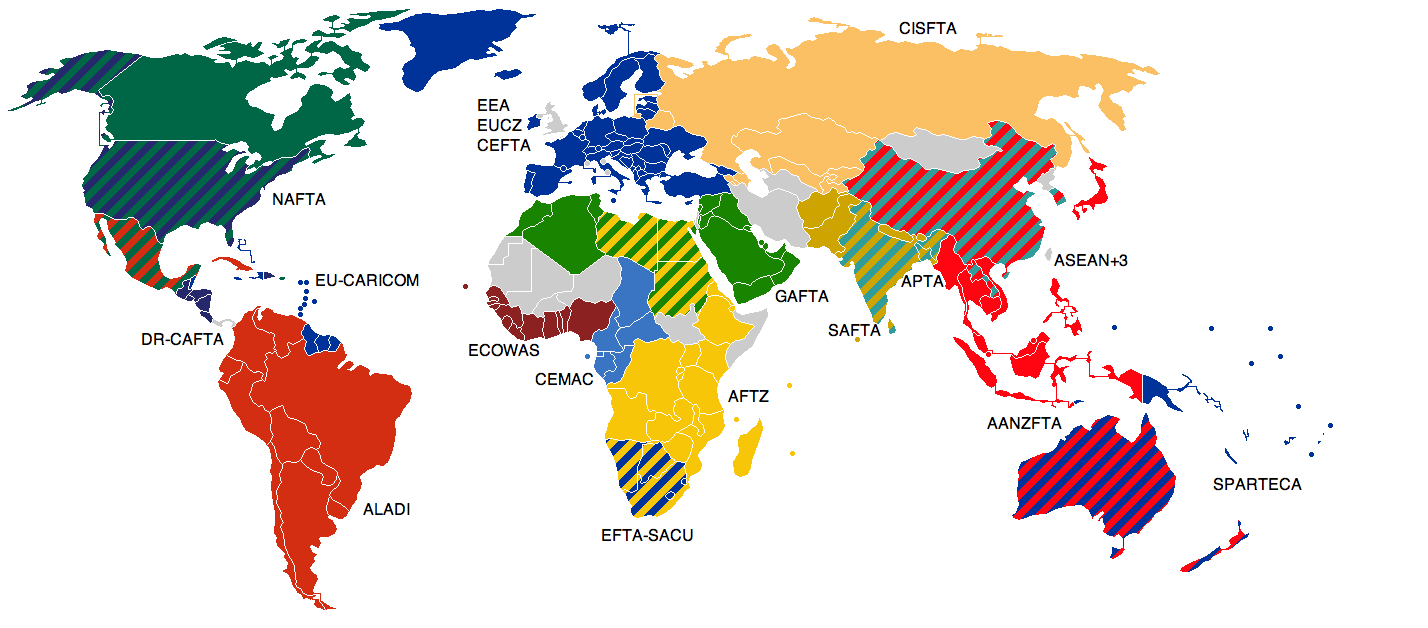

منطقة التجارة الحرة أو منطقة معالجة الصادرات هي واحدة أو أكثر من المناطق الخاصة بالبلد يتم فيها تقليل المعوقات التجارية (مثل رسوم المرور والبيروقراطية) المفروضة على حركة التجارة بهدف تشجيع الأعمال الجديدة وجذب الاستثمارات الأجنبية. مناطق التجارة الحرة يمكن تعريفها بأنها ذات كثافة عمالية عالية وتشتمل على نشاطات استيراد المواد الخام والعناصر المكونة وتصدير المنتجات المصنعة.
معظم المناطق التجارية الحرة تقع في الدول النامية. يتم تقليل البيروقراطية إلى أقل حد ممكن عن طريق الاستعانة بمصادر خارجية لتشغيل منطقة التجارة الحرة، ويمكن منح إعفاءات ضريبية كحافز لإنشاء الشركات في المنطقة. عادة يتم إنشاء منطقة التجارة الحرة في جزء مهمش وغير مطور في البلد الذي تقع فيه المنطقة، وتبرير ذلك أن إنشاء هذه المناطق سيؤدي إلى جذب أصحاب العمل وبالتالي الحد من الفقر والبطالة وتنشيط اقتصاد المنطقة. هذه المناطق كثيرًا ما تستخدم من قبل الشركات متعددة الجنسيات لإقامة مصانع لإنتاج السلع (مثل الملابس والأحذية) .
مناطق التجارة الحرة في أمريكا اللاتينية تعود إلى العقود الأولى من القرن العشرين. أول أنظمة التجارة الحرة في هذه المنطقة وضعت في الأرجنتين وأوروغواي في 1920 ومع ذلك فإن التطور السريع في مناطق التجارة الحرة في جميع أنحاء المنطقة حدث في وقت أواخر الستينيات وأوائل السبعينيات من القرن العشرين.
في عام 1999 كان هناك 43 مليون شخص يعملون في حوالي 3000 منطقة تجارة حرة تغطي 116 بلدًا تنتج الملابس والأحذية والأحذية الرياضية والأجهزة الإلكترونية ولعب الأطفال. الهدف الرئيسي من إنشاء المناطق هو زيادة الصادرات لتعزيز عائدات النقد الأجنبي بالإضافة إلى تطوير الصناعات الموجهة نحو التصدير وتوليد فرص العمل.

## الانتقادات
إنشاء مناطق التجارة الحرة الخاصة ينتقد لتشجيعها الشركات القيام بعمليات تحت تأثير الحكومات الفاسدة غالبًا، كذلك منح الشركات حرية اقتصادية أكثر من السكان الأصليين الذين يواجهون الكثير من العقبات عند القيام بالأعمال في الدول النامية، غير أنه الآن أصبح يتم بصورة متزايدة في العديد من البلدان السماح لأصحاب المشاريع المحليين بالحصول على أماكن في المناطق التجارية الحرة من أجل تحفيز التصدير وذلك لأن الشركات متعددة الجنسيات قادرة على الاختيار بين مجموعة واسعة من الدول المتخلفة أو الكساد في إنشاء المصانع في الخارج، ومعظم هذه البلدان ليس لديها حكومات محددة حيث تعاني من الحروب المتكررة.
كثيرًا ما تدفع الحكومة جزءًا من التكلفة الأولية لإنشاء المصانع، وتقلل الحماية البيئية، وتتساهل في القواعد المتعلقة بالإهمال ومعاملة العمال، والالتزام بوعود بعدم دفع الضرائب لبضع سنوات مقبلة، وعندما تنتهي السنوات غير المدفوعة الضرائب فإن الشركة التي أنشأت المصنع بدون تحمل تكاليفه الكاملة تكون قادرة في كثير من الأحيان على إنشاء عمليات في أماكن أخرى بسبب الضرائب الأقل التي يجب دفعها، وبذلك تضغط على الحكومات عن طريق المفاوضات للحصول على المزيد من الامتيازات لتمكينها من الاستمرار في العمليات في البلد. في بعض الأحيان تحاكم الشركات من قبل جماعات حقوق الإنسان أو النقابات العمالية أو الجماعات البيئية وتصدر ضدها أحكام، وفي أحيان أخرى لا تصدر أي أحكام.

## مناطق التجارة الحرة

### الوطن العربي
- منطقة البحرين اللوجيستية
- منطقة جبل على الحرة، دبي
- منطقة دوراليه الحرة، جيبوتي
- المنطقة الحرة للتصدير بطنجة، المغرب
- منطقة التجارة الحرة في اليمن
- المنطقة الحرة ببورسعيد، مصر
- شركة المنطقة الحرة بمصراتة ، ليبيا

#### السعودية
- مدينة جازان الاقتصادية[2]
- مدينة الملك عبد الله الاقتصادية
- مدينة الأمير عبد العزيز بن مساعد الاقتصادية
- مدينة المعرفة الاقتصادية
- مطار الملك خالد الدولي[3]
- مطار الملك فهد الدولي[4]
- مطار الملك عبدالعزيز الدولي[5]

### باقي العالم
- منطقة باتام للتجارة الحرة
- منطقة ميناء كلاغ الحرة
- منطقة آراس الحرة
- منطقة الميامي الحرة
- منطقة كولون للتجارة الحرة
- المناطقة الجامايكية الحرة
- منطقة شانون الحرة
- منطقة بنغلاديش لمعالجة الصادرات
- منطقة ماوريتيوس لمعالجة الصادرات
- جزيرة كيش
- إسبانيا
- تايوان
- منطقة كالابار للتجارة الحرة
- جزيرة كيشم
- المنطقة الفرنسية الحرة، البرازيل
- منطقة كافيت للتجارة الحرة، الفلبين
- زوليك، غواتيمالا
- سانتا مارتا، كولومبيا
- بارانقيلا، كولومبيا
- كارتاجينا، كولومبيا
- كامديلاريا، كولومبيا
- كوستا، كولومبيا
- ريونيجرو، كولومبيا
- كويديلو، كولومبيا
- بوجوتا، كولومبيا
- بالماسيكا، كولومبيا
- باسيفيكو، كولومبيا